# Hängfärjan i Marseille

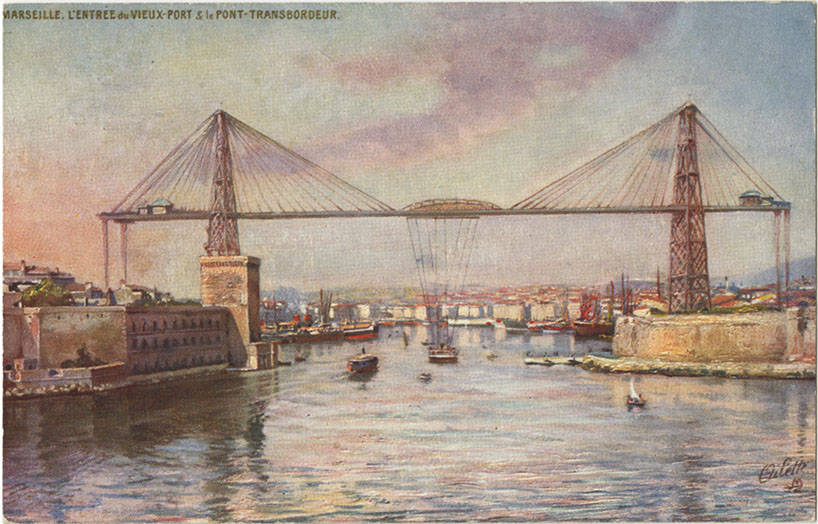
Hängbron i Marseille, 1910

Hängfärjan i Marseille (franska: Pont transbordeur de Marseille) var en hängfärja över inloppet till Gamla hamnen i Marseille i Frankrike.
Hängfärjan i Marseille konstruerades av Ferdinand Arnodin. Den byggdes under 19 månader för att binda samman hamnkajerna i Gamla hamnen med kajerna i Nya hamnen. Den gick mellan Quai de la Tourette i norr och Fort Saint Nicolas i söder. Den invigdes i december 1905. Från 1930-talet hade den bara en dekorativ funktion, eftersom det saknades medel för underhåll. Tysk militär sprängde hängfärjan den 22 augusti 1944 för att blockera hamnen inför befrielsen av Marseille.
Pylonerna var 86,6 meter höga och vägde 240 ton vardera. Tvärkonstruktionen låg 50 meter över havsytan och var 239 meter lång, varav 239 meter mellan pylonerna. Transporten skedde med en gondol på 120 kvadratmeter, som tog 20 ton last. Överfarten tog 90 sekunder. 
I pylonerna fanns trappor och i den norra pylonen installerades en hiss 1907. Det fanns en utsiktsplattform på 74 meters höjd. På den norra sidan fanns en självbetjäningsrestaurant, där det serverades fisk, bouillabaisse och languster.

## Bildgalleri

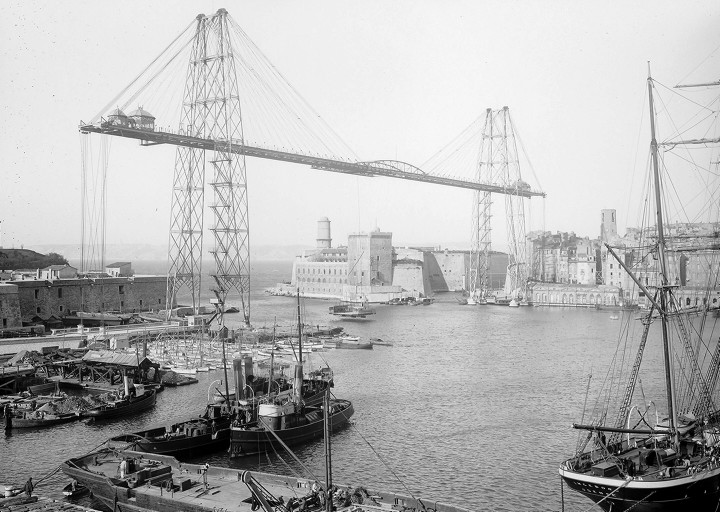
Hängfärjan och hamnen i Marseille
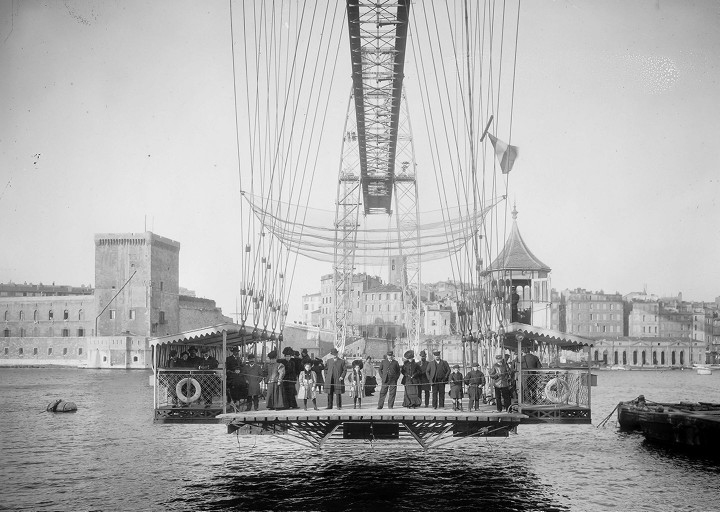
Gondolen
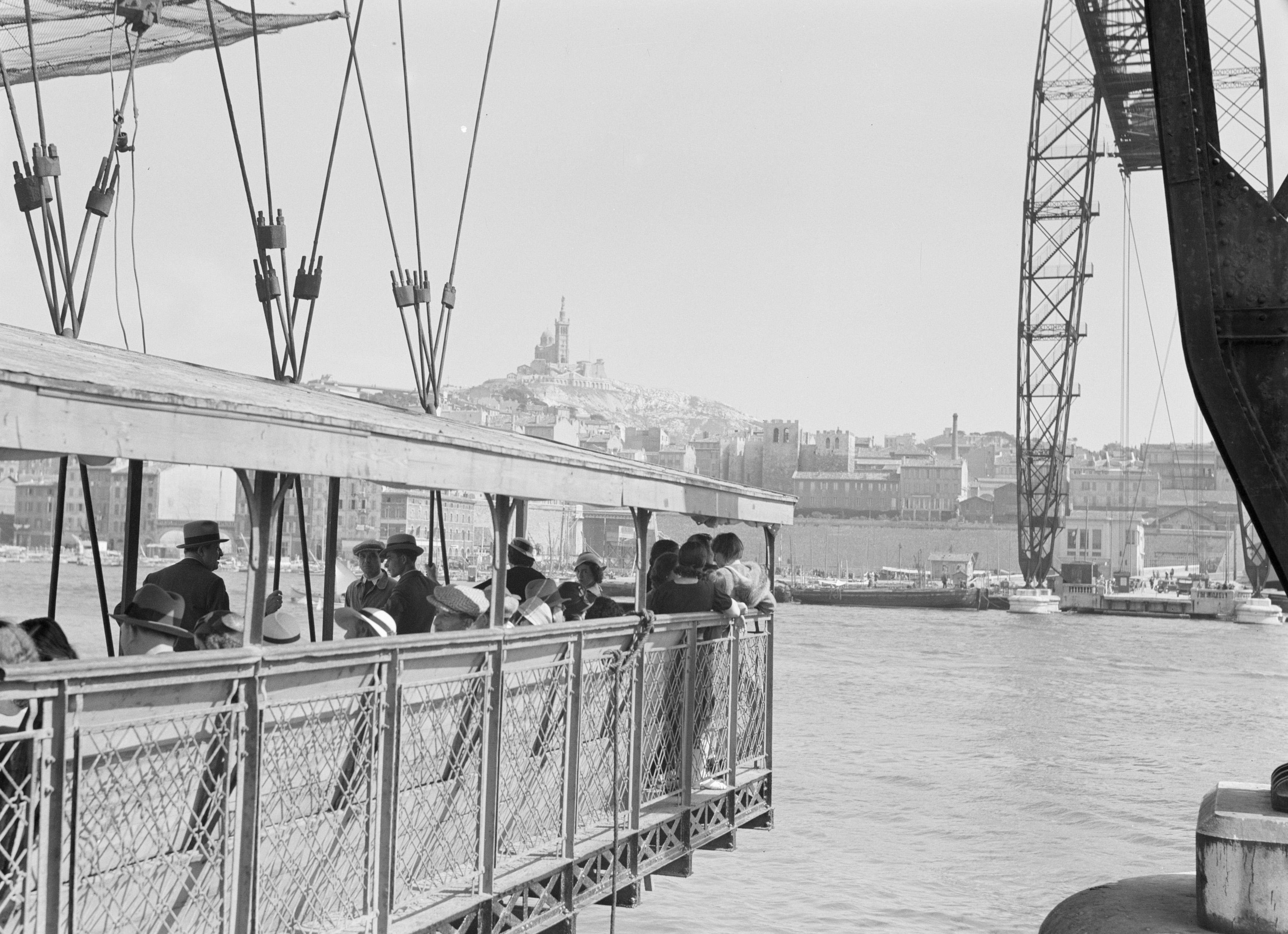
Gondolen, 1935
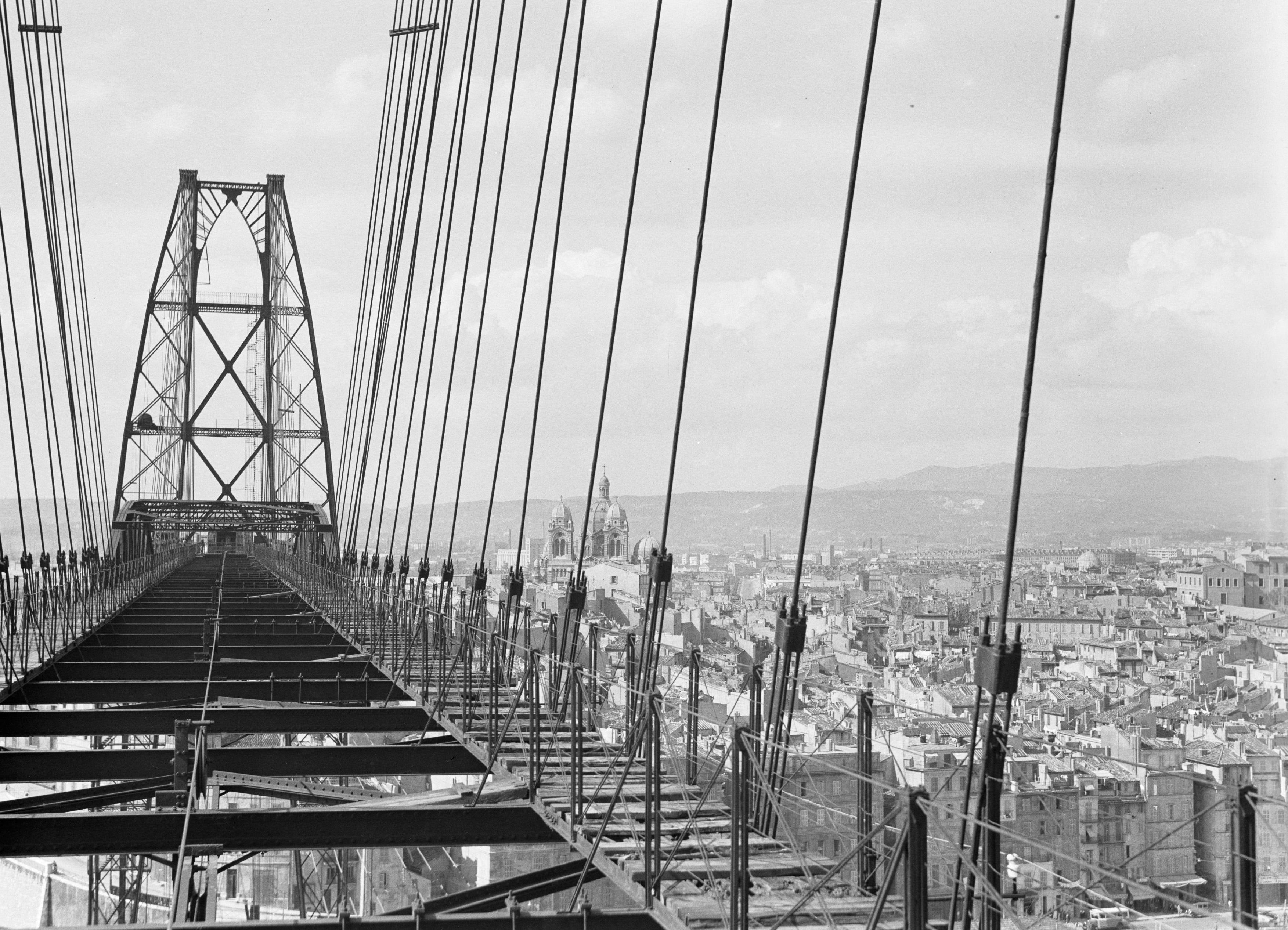
Överbyggnaden